# Ampelisca anomala
Ampelisca anomala är en kräftdjursart som beskrevs av Georg Ossian Sars 1882. Ampelisca anomala ingår i släktet Ampelisca och familjen Ampeliscidae. Arten är reproducerande i Sverige. Inga underarter finns listade i Catalogue of Life.